# Berberentulus
Berberentulus – rodzaj pierwogonków z rzędu Acerentomata i rodziny Acerentomidae.

## Taksonomia
Rodzaj ten opisany został w 1963 roku przez Sørena Ludviga Tuxena. Gatunkiem typowym jest Acerentulus berberus. Wraz z rodzajami Amazonentulus, Amphientulus, Baculentulus, Neobaculentulus i Notentulus tworzy grupę rodzajów określaną jako Berberentulus-complex. 

## Opis
Rodzaj ten obejmuje Acerentomidae o zredukowanej rowkowanej przepasce. Głaszczki wargowe zredukowane z 2 lub 3 szczecinkami. Druga i trzecia para odnóży odwłokowych z 2 szczecinkami: długą przedwierzchołkową i delikatną środkowo-wierzchołkową. Sensilla t1 na przednich stopach buławkowata, a b′ obecna lub nieobecna. Sternum VIII bez tylnego rzędu szczecinek.

## Występowanie
Rodzaj rozprzestrzeniony kosmopolitycznie.

## Systematyka
Opisano 11 gatunków z tego rodzaju:
- Berberentulus berberus (Condé, 1948)
- Berberentulus buchi Tuxen et Imadaté, 1975
- Berberentulus capensis (Womersley, 1931)
- Berberentulus huetheri Nosek, 1973
- Berberentulus huisunensis Chao et Chen, 1999
- Berberentulus neipuensis Chao et Chen, 1999
- Berberentulus nelsoni Tuxen, 1976
- Berberentulus polonicus Szeptycki, 1968
- Berberentulus rennellensis Tuxen et Imadaté, 1975
- Berberentulus tannae Tuxen, 1977
- Berberentulus travassosi (Silvestri, 1938)